# Bryant Fryer
Pour les articles homonymes, voir Fryer.
Bryant Fryer est un animateur canadien d'origine torontoise, ayant contribué au domaine de l'animation dans les années 1920.

## Filmographie
- 1927 : One Bad Knight
- 1927 : Bride for a Knight
- 1927 : Help Wanted
- 1927 : Follow the Swallow
- 1933 : Jack the Giant Killer